# Лисянка (Баштанський район)
Лися́нка — село в Україні, у Привільненській сільській громаді Баштанського району Миколаївської області. Населення становить 72 особи.

## Населення
Згідно з переписом УРСР 1989 року чисельність наявного населення села становила 85 осіб, з яких 44 чоловіки та 41 жінка.
За переписом населення України 2001 року в селі мешкали 72 особи.

### Мова
Розподіл населення за рідною мовою за даними перепису 2001 року:
| Мова       | Відсоток |
| ---------- | -------- |
| українська | 91,67 %  |
| російська  | 5,56 %   |
| молдовська | 2,78 %   |